# 鬼宅秘闻
鬼宅秘闻（英語：The Secret of Crickley Hall）是一部英国超自然驚悚电视剧，改编自詹姆斯·赫伯特2006年出版的同名小说。本剧平行讲述了两个故事：2006年凯利家由于加布·凯利（汤姆·艾利斯饰）得到了一份外地的工作而搬到了Crickley Hall ；另一个故事是，1943年的伦敦孤儿因第二次世界大战被疏散到Crickley Hall。 
本剧由3集组成，于2012年11月至12月在英國廣播公司第一台播出。